# Henry Drummond (1730-1795)
Pour les articles homonymes, voir Henry Drummond (homonymie).
Henry Drummond (1730-1795) est un financier et homme politique britannique qui siège à la Chambre des communes de 1774 à 1790.

## Biographie
Il est le fils de William Drummond (4e vicomte Strathallan) et de son épouse Margaret Murray, fille de William Murray (2e Lord Nairne). Il devient apprenti du frère de son père, Andrew Drummond, banquier londonien. Henry Drummond gère une grande quantité d'affaires américaines et est agent financier pour le New Jersey en 1763. En 1759, il devient agent de l'armée pour les 42e et 46e régiments d'infanterie, commandés par des parents Murray. En 1761, il est agent du 87th Regiment commandé par Robert Murray Keith et du 89th Regiment commandé par Staats Long Morris (en). En 1765, il s'associe à Richard Cox et, en 1771, l'entreprise compte 18 régiments dans ses livres .
Il épouse Elizabeth Compton, fille de l'hon. Charles Compton le 21 mars 1761. En 1770, il succède à son cousin John Drummond en tant qu'associé de Thomas Harley dans le cadre du contrat pour les envois de fonds de l'armée vers l'Amérique du Nord. La santé de John Drummond décline en 1772, et Robert Drummond persuade Henry de renoncer à ses activités d'agence militaire et de retourner à la banque en tant que troisième associé. Henry Drummond est membre d'un groupe social connu sous le nom de "The Gang", qui comprend Anthony Chamier (en), Frederick Campbell, William Amherst, Sir John Sebright, Thomas Bradshaw, Rigby, Thomas Harley et RM Keith .
Drummond achète un siège parlementaire à Wendover à Lord Verney et est élu en 1774 lors d'une élection partielle en tant que député de Wendover. Il achète ensuite un siège à Midhurst sur la recommandation de Lord North et, lors des Élections générales britanniques de 1780, il est réélu comme député de Midhurst. Il prend sa retraite en 1790. Il n'y a aucune trace d'un discours de Drummond .
Il est décédé le 24 juin 1795 . Son fils Henry Drummond (1762-1794) était également banquier et député.